# Wylęgarnia

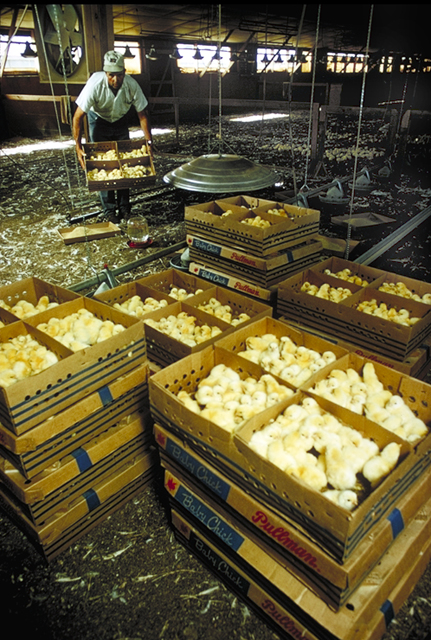
Wylęgarnia piskląt

Wylęgarnia – budynek, zbiornik wodny lub miejsce, w którym pod kontrolą człowieka lub samorodnie następuje wylęganie (czyli okres inkubacyjny) zwierząt hodowlanych np. drobiu lub ryb, a także owadów.
1.  Wylęgarnia drobiu  czyli np. (kur, kaczek czy indyków), to budynek z urządzeniami do wylęgu drobiu w sztucznych warunkach i pod ścisłą kontrolą technologiczną. Wylęgarnia składa się z hal wylęgowych z aparatami wylęgowymi tzw. sztucznymi kwokami (inkubatorami), magazynu na jaja, działu kontroli jakości oraz działu zbytu piskląt. Jest budynkiem najczęściej murowanym, przeznaczonym dla dużych grup zwierząt, w którym drób przebywa przez całą dobę. Dla nielicznych grup drobiu, pasących się na wolnym wybiegu i przebywających pod zadaszeniem tylko w nocy lub w czasie złej pogody stosuje się kurniki.
2.  Wylęgarnia ryb , to ośrodek rybacki z zespołem urządzeń technicznych kontrolujących dopływem i kontrolą jakości wody, w którym prowadzi się w warunkach pełnej kontroli rozwój zarodkowy ryb, wylęganie się larw oraz ich wychów przez okres kilku pierwszych tygodni życia. Pozyskany w ten sposób materiał zarybieniowy czyli narybek znajduje nabywców wśród hodowców ryb, a także służy do zarybiania rzek i jezior.
3. Wylęgarnia to także miejsce gdzie coś się pleni, czyli rozmnaża, np. robactwo, owady. Np. bagna lub mokradła są często wylęgarnią komarów i moskitów.